# Подъячевский сельский округ
Подъячевский сельский округ — упразднённая административно-территориальная единица, существовавшая на территории Дмитровского района Московской области в 1994—2006 годах.
Обольяновский сельсовет был образован в первые годы советской власти. По данным 1918 года он входил в состав Обольяновской волости Дмитровского уезда Московской губернии.
В 1926 году Обольяновский с/с включал село Обольяново, деревни Арбузово, Бортниково, Фёдоровка-Анненка, Филимоново и хутор Подъячево.
В 1929 году Обольяновский с/с был отнесён к Дмитровскому району Московского округа Московской области.
19 марта 1934 года село Обольяново было переименовано в Подъячево, а Обольяновский с/с — в Подъячевский сельсовет.
27 февраля 1935 года Подъячевский с/с был передан в Коммунистический район.
14 июня 1954 года к Подъячевскому с/с были присоединены Сафоновский, Храбровский и Чепринский с/с.
7 декабря 1957 года Коммунистический район был упразднён и Подъячевский с/с был возвращён в Дмитровский район.
20 августа 1960 года к Подъячевскому с/с был присоединён Ольговский сельсовет.
1 февраля 1963 года Дмитровский район был упразднён и Подъячевский с/с вошёл в Дмитровский сельский район. 11 января 1965 года Каменский с/с был передан в восстановленный Дмитровский район.
30 октября 1986 года в Подъячевском с/с было упразднено селение Коквино.
3 февраля 1994 года Подъячевский с/с был преобразован в Подъячевский сельский округ.
В ходе муниципальной реформы 2004—2005 годов Подъячевский сельский округ прекратил своё существование как муниципальная единица. При этом все его населённые пункты были переданы в городское поселение Яхрома.
29 ноября 2006 года Подъячевский сельский округ исключён из учётных данных административно-территориальных и территориальных единиц Московской области.